# Liverpool Football Club 1989-1990
Questa voce raccoglie le informazioni riguardanti il Liverpool Football Club nelle competizioni ufficiali della stagione 1989-1990.

## Stagione
Malgrado la cessione del capocannoniere John Aldridge alla Real Sociedad, grazie anche alla vena ritrovata di Ian Rush il Liverpool ebbe un inizio positivo di stagione vincendo il Charity Shield e ottenendo alcune ampie vittorie in campionato come il 9-0 contro il Crystal Palace del 12 settembre, in cui andarono a segno otto giocatori. Superato un periodo di crisi a cavallo di ottobre e novembre, durante il quale vinsero comunque il confronto diretto con la capolista Arsenal, i Reds inanellarono una serie di risultati utili consecutivi, interrotta solo dalla sconfitta del 21 marzo contro il Tottenham. Grazie anche all'apporto di Ronny Rosenthal, giunto in prestito dallo Standard Liegi dopo quella che divenne l'ultima sconfitta stagionale, i Reds poterono piazzare l'allungo che, con un turno di anticipo, permise loro di prevalere sull'agguerrita concorrenza dell'Aston Villa. Malgrado la revoca della squalifica dei club inglesi decisa in seguito alla strage dell'Heysel, il Liverpool non poté partecipare alla Coppa dei Campioni per il perdurare del bando di sei anni comminato alla squadra.
Eliminato al terzo turno della Coppa di Lega dall'Arsenal, il Liverpool ottenne risultati di maggior rilievo in FA Cup, giungendo fino alle semifinali dove furono estromessi dal Crystal Palace.

## Maglie e sponsor
Lo sponsor tecnico per la stagione 1989-1990 è Adidas, mentre lo sponsor ufficiale è Candy.
| Casa | Trasferta | Terza |  |

## Rosa
| N. |                        | Ruolo | Calciatore       |
| -- | ---------------------- | ----- | ---------------- |
|    | Zimbabwe (bandiera)    | P     | Bruce Grobbelaar |
|    | Inghilterra (bandiera) | P     | Mike Hooper      |
|    | Inghilterra (bandiera) | D     | Gary Ablett      |
|    | Irlanda (bandiera)     | D     | Jim Beglin       |
|    | Inghilterra (bandiera) | D     | David Burrows    |
|    | Scozia (bandiera)      | D     | Gary Gillespie   |
|    | Inghilterra (bandiera) | D     | Alex Watson      |
|    | Irlanda (bandiera)     | D     | Steve Staunton   |
|    | Svezia (bandiera)      | D     | Glenn Hysén      |
|    | Scozia (bandiera)      | D     | Steve Nicol      |
|    | Inghilterra (bandiera) | D     | Barry Venison    |
|    | Scozia (bandiera)      | D     | Alan Hansen      |
|    | Inghilterra (bandiera) | D     | Nick Tanner      |

| N. |                             | Ruolo | Calciatore      |
| -- | --------------------------- | ----- | --------------- |
|    | Scozia (bandiera)           | C     | Kenny Dalglish  |
|    | Irlanda (bandiera)          | C     | Ronnie Whelan   |
|    | Irlanda (bandiera)          | C     | Ray Houghton    |
|    | Inghilterra (bandiera)      | C     | Mike Marsh      |
|    | Danimarca (bandiera)        | C     | Jan Mølby       |
|    | Inghilterra (bandiera)      | C     | Steve McMahon   |
|    | Irlanda del Nord (bandiera) | C     | Jim Magilton    |
|    | Inghilterra (bandiera)      | A     | Peter Beardsley |
|    | Irlanda (bandiera)          | A     | John Aldridge   |
|    | Israele (bandiera)          | A     | Ronny Rosenthal |
|    | Galles (bandiera)           | A     | Ian Rush        |
|    | Inghilterra (bandiera)      | A     | John Barnes     |

## Calciomercato
| Acquisti | Acquisti        | Acquisti       | Acquisti               |
| R.       | Nome            | da             | Modalità               |
| -------- | --------------- | -------------- | ---------------------- |
| D        | Glenn Hysén     | Fiorentina     | definitivo (600.000 £) |
| A        | Steve Harkness  | Carlisle Utd   | definitivo (75.000 £)  |
| A        | Ronny Rosenthal | Standard Liegi | prestito               |

| Cessioni | Cessioni        | Cessioni      | Cessioni                 |
| R.       | Nome            | a             | Modalità                 |
| -------- | --------------- | ------------- | ------------------------ |
| D        | Jim Beglin      | Leeds Utd     | definitivo (gratis)      |
| C        | Kevin MacDonald | Coventry City | definitivo (gratis)      |
| A        | John Aldridge   | Real Sociedad | definitivo (1,250,000 £) |

## Risultati

### Charity Shield
| Arbitro: | Gunn (Sussex) |

|  |           |               |
|  | Marcatori | 33’ Beardsley |

## Statistiche

### Statistiche dei giocatori
| Giocatore     | First Division | First Division | FA Cup   | FA Cup | EFL Cup+Charity Shield | EFL Cup+Charity Shield | Totale   | Totale |
| Giocatore     | Presenze       | Reti           | Presenze | Reti   | Presenze               | Reti                   | Presenze | Reti   |
| ------------- | -------------- | -------------- | -------- | ------ | ---------------------- | ---------------------- | -------- | ------ |
| G. Ablett     | 15             | 0              | 0        | 0      | 1+0                    | 0+0                    | 16       | 0      |
| J. Aldridge   | 2              | 1              | 0        | 0      | 0+0                    | 0+0                    | 2        | 1      |
| J. Barnes     | 15             | 0              | 8        | 5      | 2+1                    | 1+0                    | 26       | 6      |
| P. Beardsley  | 26             | 10             | 8        | 4      | 3+1                    | 1+1                    | 38       | 16     |
| D. Burrows    | 29             | 0              | 3        | 0      | 3+0                    | 1+0                    | 35       | 1      |
| K. Dalglish   | 1              | 0              | 0        | 0      | 0+0                    | 0+0                    | 1        | 0      |
| G. Gillespie  | 13             | 4              | 2        | 0      | 1+0                    | 0+0                    | 16       | 4      |
| B. Grobbelaar | 38             | -37            | 8        | -7     | 3+1                    | -3+-0                  | 50       | -47    |
| A. Hansen     | 31             | 0              | 8        | 0      | 2+1                    | 0+0                    | 42       | 0      |
| M. Hooper     | 0              | -0             | 0        | -0     | 0+0                    | -0+-0                  | 0        | 0      |
| R. Houghton   | 19             | 0              | 4        | 0      | 2+0                    | 1+0                    | 25       | 1      |
| G. Hysén      | 35             | 1              | 8        | 0      | 2+1                    | 1+0                    | 46       | 2      |
| M. Marsh      | 2              | 0              | 0        | 0      | 0+0                    | 0+0                    | 2        | 0      |
| K. MacDonald  | -              | -              | -        | -      | -                      | -                      | -        | -      |
| S. McMahon    | 38             | 5              | 8        | 1      | 2+1                    | 0+0                    | 49       | 6      |
| J. Mølby      | 17             | 1              | 0        | 0      | 3+0                    | 0+0                    | 20       | 1      |
| S. Nicol      | 23             | 6              | 7        | 3      | 2+1                    | 0+0                    | 33       | 9      |
| R. Rosenthal  | 8              | 7              | 0        | 0      | 0+0                    | 0+0                    | 8        | 7      |
| I. Rush       | 36             | 18             | 8        | 6      | 3+1                    | 2+0                    | 48       | 26     |
| S. Staunton   | 23             | 0              | 6        | 3      | 2+0                    | 0+0                    | 31       | 3      |
| N. Tanner     | 4              | 0              | 0        | 0      | 0+0                    | 0+0                    | 4        | 0      |
| B. Venison    | 25             | 0              | 8        | 0      | 3+0                    | 1+0                    | 36       | 1      |
| A. Watson     | 0              | 0              | 0        | 0      | 1+0                    | 0+0                    | 1        | 0      |
| R. Whelan     | 34             | 1              | 8        | 0      | 3+1                    | 1+0                    | 46       | 2      |